# لمياء بقالي
لمياء بقالي (من مواليد 10 مايو 1989) مغربية ممارسة التايكوندو. فازت بالميدالية الفضية في وزن الجسم في بطولة العالم للتايكواندو 2011، بعد الهزيمة من قبل آنا زانينوفيتش في المباراة النهائية.

## الإنجازات
تشمل إنجازات في بطولة إفريقيا للتايكواندو الميداليات الذهبية في 2009 و 2010، وميدالية برونزية في عام 2014.

## روابط خارجية
- لمياء بقالي على موقع TaekwondoData.com (الإنجليزية)